# Bosnien-Hercegovinas håndboldlandshold (herrer)
Bosnien-Hercegovinas håndboldlandshold for mænd er det mandlige landshold i håndbold for Bosnien-Hercegovina. Det repræsenterer landet i internationale håndboldturneringer. De reguleres af Bosnien-Hercegovinas håndboldforbund.

## Resultater

### Europamesterskabet
| År   | Plads     |
| ---- | --------- |
| 2020 | 23.-plads |
| 2022 | 23.-plads |
| 2024 | 24.-plads |